# Indice di concentrazione
In statistica economica, un indice di concentrazione (o indice di omogeneità) è un indice statistico che serve per misurare in che modo un bene trasferibile è diviso tra la popolazione. Si dice che una determinata variabile {\displaystyle X} è equidistribuita tra {\displaystyle n} individui, se ciascun individuo ha la stessa quantità della media (concentrazione minima). Si dice invece che la concentrazione è massima se un solo individuo ha tutta la quantità e gli altri nulla. Il concetto opposto all'omogeneità è l'eterogenità.
In economia si usa per misurare la presenza di beni o imprese in un mercato o in un territorio. Nell'ambito della statistica economica o sociale si possono portare come esempio di beni condivisibili la ricchezza e il patrimonio, cioè ci si chiede come la ricchezza è distribuita tra le persone.
L'indice di concentrazione scelto può essere confrontato a consuntivo con l'ottimo paretiano calcolabile a priori se sono note le risorse iniziali e il tipo di regime economico (concorrenza perfetta, oligopolio, ecc.) relativo al perimetro del sistema preso in esame. 
Il principio di Pareto, e dagli anni '80 in particolare la matematica frattale, trovano un vasto campo di applicazione per i sistemi complessi: pur senza una dimostrazione teorica, questa legge empirica evidenzia la scarsità dei fattori, vale a dire il fatto che, in misura diversa prossima all'ottimo, ma comunque in tutti i tipi di regimi economici esistenti e nelle diverse fasi del ciclo macroeconomico, la redistribuzione della ricchezza possiede una dinamica o trend proprio, che tende a concentrarsi spontaneamente in un numero limitato di operatori.

## Metodo
Ordiniamo gli n individui per ordine crescente di xi (per esempio la ricchezza) essendo i (da 1 a n) l'indice progressivo di ogni individuo. Indichiamo con Qi la frazione di ricchezza posseduta dagli i individui più poveri:
{\displaystyle Q_{i}={\dfrac {\sum \limits _{j=1}^{i}x_{j}}{\sum \limits _{j=1}^{n}x_{j}}}.}
Indichiamo con Pi la frazione degli individui con un reddito inferiore o uguale a xi, cosicché i valori Qi=35% e Pi=80% vengono letti come: l'80% degli individui più poveri possiede tutti insieme solo il 35% della ricchezza.
Esempio:
```
i  |   
x
i
  |  
Σ
x
i
  |  
Q
i
    |   
P
i

---+-------+------+--------+------

1  |  10   |   10 |  0,050 | 0,20
2  |  15   |   25 |  0,125 | 0,40
3  |  20   |   45 |  0,225 | 0,60
4  |  25   |   70 |  0,350 | 0,80
5  | 130   |  200 |  1,000 | 1,00
```

## Curva di Lorenz
Tali valori vengono rappresentati con la cosiddetta curva di Lorenz, sviluppata da Max O. Lorenz nel 1905 come strumento grafico per l'analisi della distribuzione del reddito,
dove sul piano cartesiano si rappresentano sull'ascissa (asse delle {\displaystyle x}) i Pi, e sull'ordinata (asse delle {\displaystyle y}) i Qi, cioè le quantità cumulate relative.
L'area compresa tra la curva così definita e la retta di equidistribuzione (la bisettrice del primo quadrante) è detta area di concentrazione e può essere utilizzata come base per la definizione di appositi rapporti di concentrazione, di cui l'indice di Gini costituisce un esempio. Infatti: maggiore è la concentrazione osservata, maggiore sarà tale area.
Proprietà
- La curva di Lorenz è "compresa" tra la linea di perfetta disuguaglianza (dal basso) e la linea di perfetta uguaglianza, cioè la bisettrice del primo quadrante (dall'alto).
- La curva di Lorenz è crescente.
- L'informazione presente in una curva di Lorenz può essere misurata e sintetizzata[come di preciso?] mediante due indicatori: l'indice di Gini e l'indice di asimmetria di Lorenz.
- La curva di Lorenz non esiste se la media delle funzioni di probabilità è zero oppure infinito.[quali probabilità?]

La curva di Lorenz è invariante su una scala positiva di valori: in altre parole, se X è una variabile aleatoria, per ogni costante c > 0, l'altra variabile aleatoria data da {\displaystyle c\cdot X} possiede la stessa curva di Lorenz di X. Tuttavia, la curva di Lorenz non ha la proprietà di linearità, poiché è modificata da un traslazione, in modo tale che la variazione dell'uguaglianza è direttamente proporzionale al rapporto F − L(F) (= {\displaystyle L_{X+c}(F)}) fra le media della variabile originale e la media della variabile traslata (alla prima potenza).
Quindi, se X è una variabile aleatoria con una curva di Lorenz (di una distribuzione di probabilità cumulata: x_i-->f(x)-->F(x)-->L(F(x)) ) nota L X (F) avente media μ X , allora per una costante numerica qualsiasi c ≠ −μ X  e positiva, la variabile aleatoria X + c avrà una curva di Lorenz:
{\displaystyle F-L_{X+c}(F)={\frac {\mu _{X}}{\mu _{X}+c}}(F-L_{X}(F)).}
Se la curva di Lorenz L(F) è uniformemente differenziabile, la retta tangente a L(F) è perfettamente parallela alla linea di perfetta uguaglianza, nel punto F(μ), nel quale è anche massima la differenza F − L(F), la distanza verticale fra le quote della curva di Lorenz e la retta di perfetta uguaglianza. Questa differenza è uguale alla metà dello scarto medio assoluto:
{\displaystyle F(\mu )-L(F(\mu ))={\frac {\text{deviazione media assoluta}}{2\,\mu }}.}

## Indice di Gini
Corrado Gini propose una sua definizione di indice di concentrazione: il coefficiente di Gini:
{\displaystyle \sum _{i=0}^{n}(P_{i}-Q_{i}),}
che assume il valore {\displaystyle 0} in presenza di equidistribuzione e il valore massimo 
{\displaystyle \sum _{i=0}^{n}P_{i}-1={\frac {n-1}{2}},}
per cui si utilizza l'indice relativo di concentrazione di Gini
{\displaystyle G={\frac {2}{n-1}}\sum _{i=0}^{n}(P_{i}-Q_{i}),}
oppure il rapporto di concentrazione di Gini
{\displaystyle R={\frac {n-1}{n}}G.}

## Indice di concentrazione di Herfindahl-Hirschman
Un altro indicatore di concentrazione è l'indice di Herfindahl-Hirschman ({\displaystyle HHI}), usato soprattutto per misurare il grado di concorrenza presente in un determinato mercato. L'indice è dato dalla somma dei quadrati delle quote di mercato (espresse in percentuale) detenute da ciascun agente.
{\displaystyle HHI=\sum _{i=0}^{n}(q_{i}100)^{2},}
dove {\displaystyle q_{i}} è la quota di mercato dell'agente {\displaystyle i}-esimo.
Il valore di {\displaystyle HHI} è sempre positivo e varia tra 0, nel caso di mercato atomico, e 10.000, nel caso vi sia un solo agente nel mercato.
Secondo le "US Merger Guidelines", un valore di {\displaystyle HHI} compreso tra 1.000 e 1.800 indica un mercato moderatamente concentrato, mentre un valore superiore ne indica uno fortemente concentrato.